# Je voudrais un bonhomme de neige
Do You Want to Build a Snowman?
Pistes de La Reine des neiges
Le Cœur de glace Le Renouveau
Pistes de Frozen
Frozen Heart For the First Time in Forever
Je voudrais un bonhomme de neige (Do You Want to Build a Snowman?) est une chanson tirée du film d'animation La Reine des neiges. Les paroles ont été écrites par Kristen Anderson-Lopez et la musique composée par Robert Lopez. Cette chanson est chantée par la princesse Anna au début du film et représente son enfance séparée de sa sœur.
La chanson a été interprétée par les voix suivantes (liste sélective) :
- Version originale : Kristen Bell, Agatha Lee Monn et Katie Lopez[1] ;
- Version française : Emmylou Homs, Coralie Thuilier et Issia Lorrain[1].

## Résumé
Pour être guérie de la blessure causée par les pouvoirs de sa sœur aînée Elsa, les souvenirs de la jeune Anna ont dû être modifiés par le troll magicien. En effet, elle a oublié l'existence de son don et ne comprend pas pourquoi sa sœur est mise à l'écart. Elle vit donc dans la solitude, car les portes du château ont été fermées et le personnel réduit pour cacher ces pouvoirs au royaume. Sa tristesse est d'autant plus marquée lors de la mort du roi et de la reine. Elsa devra alors  être couronnée à sa majorité, événement où ses pouvoirs, dont on observe l'évolution lors de la séquence de la chanson, risquent d'être dévoilés au royaume d'Arendelle.

## Création
La chanson a été retirée du film à un certain moment du montage, de peur qu'elle ne rende l'acte d'introduction trop lourd. Cependant, elle y a été réintroduite car l'équipe Disney l'avait fortement appréciée.
Après la sortie du film, un fan a mis en ligne une vidéo montrant comment une reprise de la chanson aurait pu marcher à la fin du film, lorsqu'Elsa voit sa sœur en statue de glace. Après avoir vu cette vidéo en janvier 2014, l'auteur-compositeur Kristen Anderson-Lopez a expliqué qu'ils avaient projeté de réaliser une reprise pour la fin du film. Elle a ajouté que même si les fans avaient aimé cette vidéo, il aurait été dérangeant de casser l'action avec une chanson à ce moment si on regardait le film.
Jennifer Lee a expliqué que d'après Chris Montan, qui a travaillé sur un grand nombre de films d'animation Disney, il est de coutume de ne pas mettre de chanson après la fin du deuxième acte.

## Classement
| Classement (2013–14)                          | Meilleure position atteinte |
| --------------------------------------------- | --------------------------- |
| Australie (ARIA)                              | 45                          |
| Canada (Canadian Hot 100)                     | 61                          |
| Irlande (IRMA)                                | 35                          |
| Écosse (Official Charts Company)              | 30                          |
| Corée du Sud (Gaon International Chart)       | 3                           |
| Corée du Sud (Gaon Chart)                     | 5                           |
| Royaume-Uni Singles (Official Charts Company) | 26                          |
| États-Unis Billboard Hot 100                  | 51                          |
| États-Unis Heatseekers Songs (Billboard)      | 1                           |
| États-Unis Holiday 100 (Billboard)            | 2                           |
| États-Unis Holiday Digital Songs (Billboard)  | 1                           |

| Classement (2014)                             | Position |
| --------------------------------------------- | -------- |
| Royaume-Uni Singles (Official Charts Company) | 83       |